# Sinai Miklós
Sinai Miklós (Hajdúbagos, 1730. április 16. – Debrecen, 1808. június 27.) református lelkész, 1791-ben rövid ideig a Tiszántúli református egyházkerület püspöke.

## Életpályája
Tanulmányait Debrecenben végezte, ahonnan 1755 őszén külföldre ment és a bécsi, oxfordi (1756. jún. - 1757 márc.), gröningeni és franekeri egyetemeket látogatta. Hazatérése után, 1759 márciusában a kunmadarasi egyház lelkésze, 1760 áprilisában pedig a debreceni főiskola tanára lett a történet és klasszikus irodalmak tanszékén. Ritka tudományossággal, nagy szorgalommal működött itt, a főiskola és egyházkerület érdekeit teljes buzgalommal védve és munkálva. Tudományos téren különösen a magyar protestáns egyház történetének tanulmányozására fordította figyelmét, amelyre vonatkozólag rengeteg adatot gyűjtött össze. E tanulmányai közben érlelődött meg benne az az elv, melyért később annyi üldözést és szenvedést kellett kiállnia. A kálvini egyház szellemével ellenkező, de a magyar református egyház történelmi múltjának teljesen megfelelő és a korabeli lelkészi karnak éppen a világiak részéről történt elnyomatása által is tökéletesen indokolt álláspontján ugyanis lankadatlanul küzdött a világiaknak az egyházi kormányzatban való részvétele ellen, egyedül a lelkészi kar jogának tekintvén és nyilvánítván azt. Kiváló egyéni tulajdonságain kívül ennek köszönhette, hogy az 1791-ben megüresedett püspöki állásra ez évi áprilisban őt választották meg a lelkészek. Csakhogy ebbe a világiak egyáltalában nem akartak belenyugodni és két hónappal később más püspököt választottak, Sinait nemcsak a püspökségtől, hanem tanári állásából is elmozdították. A Sinai által megfellebbezett ítéletet a püspökség dolgában a király is megerősítette, de a tanárságtól való elmozdítására nézve új vizsgálatot rendelt el. Csak 1800. augusztus 11-én lett aztán kimondva az ítélet, amely megegyezett az előbbivel, ezt azonban a helytartótanács 1803. szeptember 13-án annak az elrendelésével erősítette meg, hogy hosszas szolgálatára való tekintettel nyugdíjban is részesíttessék.

## Művei
- Művei közül néhány klasszikus író iskolai célú kiadásán kívül csak egy jelent meg: Sylloge actorum publicorum, quae pacificationis Viennensis historiam illustrant (Pest, 1790).
- Azóta magyar fordításával együtt Herpay Gábor kiadta „Praelectiones publicae in historiam ecclesiasticam seculi XVI. reformationem ecclesiarum per Hungariam et Transylvaniam… adumbrantes” c. 1564-ig terjedő művét (Debrecen, 1911.) az S. Szabó József bevezetésével. Ennek folytatása, mely a magyarországi protestantizmus történetét 1773-ig vezeti le kéziratban van.
- „Vindiciae principiorum regiminis ecclesiarum et scholarum ref. Hungariae” c. terjedelmes egyházjogtörténeti munkája még mindig kéziratban van.

Egyes nézetek szerint szerint Budai Ferenc Polgári Lexiconát is ő írta volna.